# Escut de Tírvia
L'escut oficial de Tírvia, aprovat el 7 de juny de 2024, té el següent blasonament: 
Escut caironat: d'atzur, una lluneta minvant figurada d'argent acompanyada de vint-i-quatre estrelles d'or posades en orla. Per timbre, una corona mural de vila.

## Anterior escut oficial (1988-2024)

Escut oficial de Tírvia (1988-2024)

El primer escut oficial de Tírvia, aprovat el 26 de maig de 1988, tenia el següent blasonament: 
Escut caironat: d'atzur, una lluneta creixent figurada d'argent acompanyada de 24 estrelles d'argent posades en orla. Per timbre, una corona mural de vila.
La lluna creixent voltada d'estels és el senyal tradicional de l'escut de la vila, i és d'origen desconegut.
L’Ajuntament de Tírvia va encarregar a Marc Antoni Balanza la realització del document per recuperar la representació tradicional de l'escut de la vila i la corporació municipal va assumir una proposta en què la lluneta creixent es modifica per una lluneta minvant i en què l'esmalt de les vint-i-quatre estrelles posades en
orla passaria d'ésser d'argent a ésser d'or.

## Antic escut de Tírvia

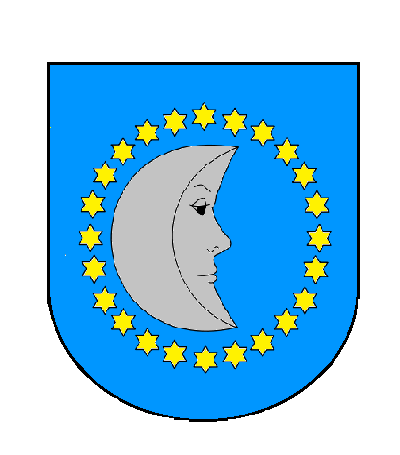
Antic escut de Tírvia

L'Escut antic de Tírvia fou l'escut d'armes del municipi d'aquest nom, a la comarca del Pallars Sobirà. Perdé vigència en entrar en vigor la normativa catalana sobre els símbols oficials. L'escut antic no s'hi adaptava i, per tant, deixà de tenir validesa oficial, tot i que el de Tírvia fou un dels primers ajuntaments a normalitzar-lo. Així, el 26 de maig del 1988 s'aprovà l'escut de Tírvia, ajustat a la normativa actual dels símbols oficials, el qual va estar en vigència fins al juny del 2024, en què es va modificar pel que fa servir ara l'Ajuntament, amb els elements disposats segons el costum tradicional. Era, com l'actual, un escut d'atzur, una lluna nova, radiant, d'argent, rodejada d'estels, d'or.